# Gmina Lidzbark
Die Gmina Lidzbark ['gmina ˈliʣbark] ist eine Stadt-und-Land-Gemeinde im Powiat Działdowski der Woiwodschaft Ermland-Masuren in Polen. Ihr Sitz ist die gleichnamige Stadt (umgangssprachlich und bahnamtlich auch Lidzbark Welski oder Lidzbark Działdowski, deutsch Lautenburg) mit etwa 7800 Einwohnern.

## Geographie

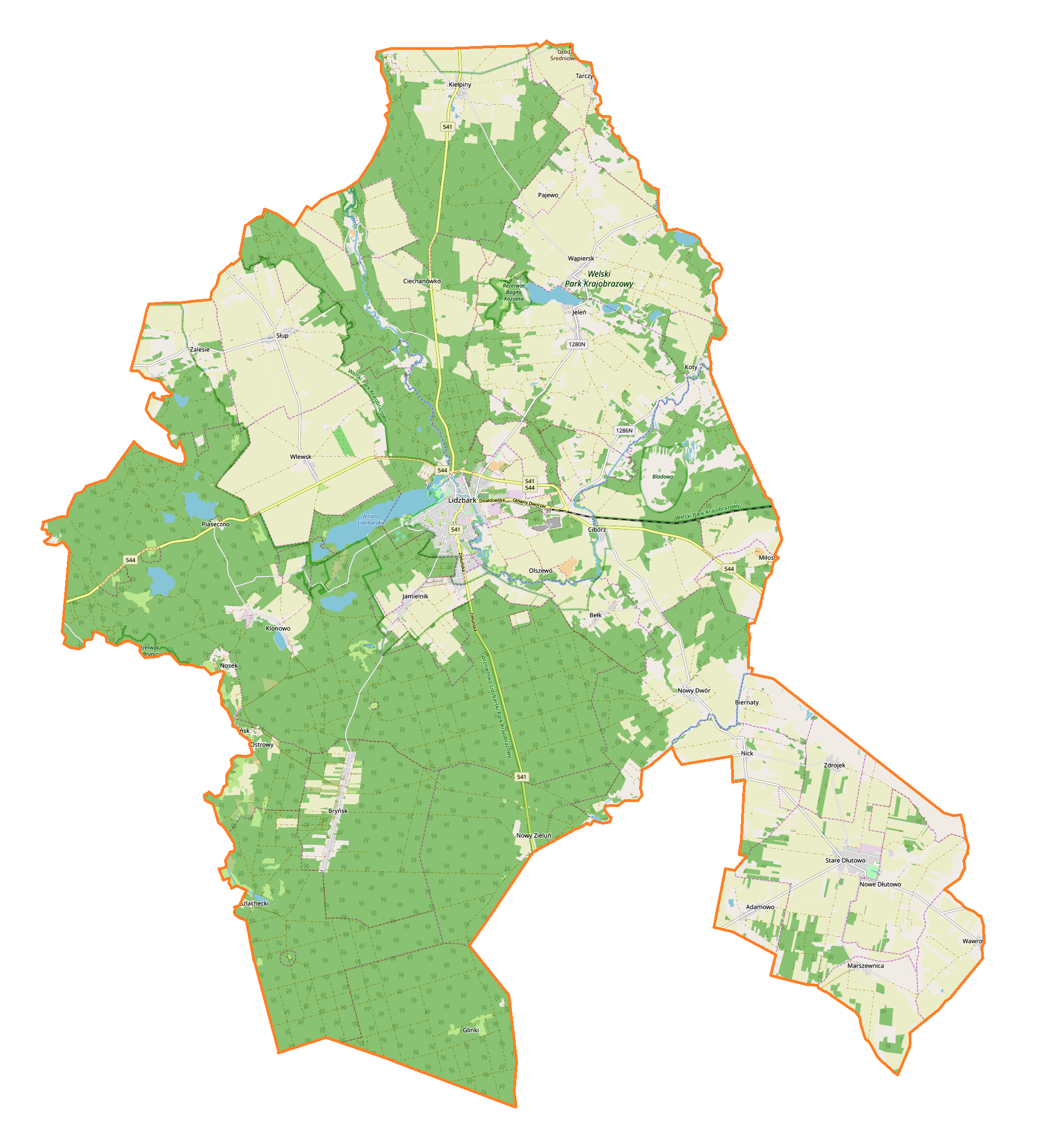
Karte der Gemeinde

Die Gemeinde liegt im Südwesten der Woiwodschaft im ehemaligen Westpreußen und grenzt im Süden an die Woiwodschaft Masowien und im Westen an die Woiwodschaft Kujawien-Pommern. Die Kreisstadt Działdowo (Soldau) liegt etwa 12 Kilometer östlich. Nachbargemeinden sind Grodziczno im Norden, Rybno im Nordosten, Płośnica im Osten, in der Woiwodschaft Masowien Lubowidz im Süden und in der Woiwodschaft Kujawien-Pommern Górzno, Bartniczka sowie Brzozie im Westen.
Auf dem Gebiet gibt es eine Reihe kleiner Seen von denen der Jezioro Lidzbarskie (Lautenburger See) mit etwa 130 Hektar der größte ist. Wichtigstes Fließgewässer ist der Fluss Wel (Welle). Die Gemeinde hat eine Fläche von 255,7 km², die zu 44 Prozent land- und zu 46 Prozent forstwirtschaftlich genutzt werden.

## Geschichte
Das Gemeindegebiet gehört seit 1920 zu Polen. Die Landgemeinde wurde 1973 wieder gegründet, nachdem ihr Gebiet von 1954 bis 1972 in Gromadas aufgeteilt war. Stadt- und Landgemeinde wurden 1990/1991 zur Stadt-und-Land-Gemeinde vereinigt. Von 1945 bis 1950 gehörte ihr Gebiet zur Woiwodschaft Warschau, von 1950 bis 1975 kam es zur Woiwodschaft Olsztyn und anschließend bis 1998 zur Woiwodschaft Ciechanów. Zum 1. Januar 1999 kam die Gemeinde wieder zum Powiat Działdowski und zur Woiwodschaft Ermland-Masuren, die neu gebildet wurde und in etwa dem polnischen Teil der ehemaligen Provinz Ostpreußen entspricht.

## Partnerschaften
- Oebisfelde, Ortsteil der Stadt Oebisfelde-Weferlingen in Sachsen-Anhalt, Deutschland
- Guttau in Sachsen, Deutschland (Kooperationsvereinbarung)

## Gliederung
Die Stadt-und-Land-Gemeinde Lidzbark besteht aus der Stadt selbst und 24 Dörfern (deutsche Namen amtlich bis 1920/1945) mit Schulzenamt (sołectwo):
- Adamowo
- Bełk (Bölk)
- Cibórz (Ciborz, 1942–1945 Stieber)
- Ciechanówko (Czekanowko, 1942–1945 Schaken)
- Jamielnik (Jamielnik, 1942–1945 Melendorf)
- Jeleń (Jellen, 1942–1945 Gehlen)
- Kiełpiny (Kielpin, 1942–1945 Kölpen)
- Klonowo (Klonowo, 1942–1945 Klonnau)
- Koty (Kotty, 1942–1945 Katzwinkel)
- Bryńsk (Langendorf, bis 1906 Brinsk Kolonie)
- Marszewnica
- Miłostajki (Milostay, 1942–1945 Liebeseck)
- Nick
- Nowe Dłutowo
- Nowy Dwór (Neuhof bei Lautenburg)
- Nowy Zieluń (Neu Zielun, 1942–1945 Neuschellen)
- Słup (Slupp, 1942–1945 Schluppe)
- (Stare) Dłutowo
- Tarczyny (Tarczyn, 1942–1945 Tarschen)
- Wąpiersk (Wompiersk, 1942–1945 Wampers)
- Wawrowo
- Wlewsk (Wlewsk, 1942–1945 Lefken)
- Zalesie (Zalesie, 1942–1945 Selisch)
- Zdrojek

Kleinere Ortschaften und Weiler sind:
- Biernaty
- Bladowo
- Borki
- Borówno
- Bryńsk Szlachecki (Adlig Brinsk, 1942–1945 Brennitz)
- Chełsty (Chelst, 1942–1945 Keitelau)
- Cibórz (osada)
- Dębowiec (Eichhorst)
- Glinki (Glinken)
- Kurojady (Kuriad)
- Lidzbark-Nadleśnictwo (Forstamt; Fischerhaus Lautenburg)
- Nowy Dwór (osada leśna)
- Nosek
- Olszewo (Olszewo)
- Ostrowy (Ostrowy-Brinsk, 1942–1945 Aalkrug)
- Piaseczno (Heidekrug)
- Podcibórz (Podciborz, 1942–1945 Stiebershof)
- Sarnia Góra
- Wlewsk (osada)
- Zielonka

## Verkehr
Die Woiwodschaftsstraße DW541 durchzieht die Gemeinde von Nord nach Süd. Sie führt von Lubawa (Löbau in Westpreußen) nach Dobrzyń nad Wisłą (Dobrin) an der Weichsel. Sie wird in Lidzbark von der DW544 gekreuzt. Sie verläuft von Brodnica (Strasburg an der Drewenz) nach Działdowo (Soldau) und Ostrołęka (Ostrolenka).
Der nächste internationale Flughafen ist Warschau.
Eine Bahnanbindung der Gemeinde besteht seit 2013 nicht mehr. Der Bahnhof Lidzbark (Lautenburg (Westpr) Ost) und der Haltepunkt Lidzbark Miasto (Lautenberg (Westpr) Stadt) an der Bahnstrecke Działdowo–Chojnice wurden 2014 und 2010 geschlossen.